# Gare du Pas
Gare du Pas egy bezárt vasútállomás Franciaországban, Saint-Brandan településen. A forgalom 2006-ban szűnt meg.

## Vasútvonalak
Az állomást az alábbi vasútvonalak érintik:
- Saint-Brieuc–Pontivy-vasútvonal

## Kapcsolódó állomások
A vasútállomáshoz az alábbi állomások vannak a legközelebb: